# المكتبة السلطانية
المكتبة السلطانية هي مكتبة أثرية في تقع في وسط مدينة المكلا تأسست في عام (1941م) في عهد السلطان صالح بن غالب القعيطي وقد بنيت فوق سقف مسجد عُمر.

## محتويات المكتبة
زود السلطان صالح بن غالب القعيطي تلك المكتبة بالكتب والمراجع والدوريات التي اقتناها من الهند والمكتوبة باللغات الأجنبية والعربية تحتوي المكتبة حالياً على ما يزيد عن اثنى عشر ألف كتاب تتوزع في شتى نواحي العلوم والمعارف بمجالاتها المختلفة وذلك بعد أن تم أضافة إليها كتب من مكتبة الجماهير عام 1967م أما المخطوطات التي كانت من ضمن ممتلكات المكتبة فقد تم نقلها إلى مكتبة الأحقاف في تريم.

## تغيير اسم المكتبة
تم تغيير اسم المكتبة وذلك في عام 1967م بعد استقلال جنوب اليمن من الاحتلال البريطاني وتم طرد السلطنة القعيطية من محافظة حضرموت قامت السلطات بتغيير اسم المكتبة من المكتبة السلطانية إلى مكتبة الشعب واستخدمت المكتبة مقراً لعقد الاجتماعات الرسمية، ولكن بعد قيام الوحدة اليمنية في 22 مايو 1990م قررت السلطات إعادة الاسم الأصلي للمكتبة عرفاناً بالدور المتنور الذي لعبته السلطنة القعيطية خلال فترة حكمها في محافظة حضرموت والتي شهدت فيها المكلا نهوضاً ثقافياً واجتماعياً.